# Американска болница (Истанбул)
Американската болница (на турски: Amerikan Hastanesi или VKV Amerikan Hastanesi) е частна болница на фондация „Вехби Коч“ (VKV). Създадена е през 1920 г. Разположена е в квартал „Нишанташъ“, градска околия Шишли, Истанбул, Турция.

## История
Болницата е основана през 1920 г. от Артър Л. Бристол, контраадмирал във Военноморските сили на САЩ, като първоначално е била субсидирана от Американския червен кръст.
От 1927 до 1957 г. главен лекар в болницата е Лорин А. Шепърд. По време на престоя си в болницата той ръководи планирането и изграждането на сградата на болницата в квартал „Нишанташъ“ през 1939 г. и на училището за медицински сестри „Адмирал Бристол“ през 1949 г.
През 1994 г. болницата става собственост на фондация „Вехби Коч“. Преди това финансирането ѝ е било от Американската агенция за международно развитие (USAID), както и от дарения на частни лица, като Лила Ачесън Уолъс, съосновател на списание „Рийдърс Дайджест“.

## Дейност
Днес болницата обслужва над 220 000 пациенти годишно, като се простира на площ от 60 500 m2, с 278 болнични легла, 36 легла за интензивно лечение и 12 операционни зали. Съоръженията разполагат със спешно отделение и площадка за вертолети. Американската болница предоставя специализирани медицински услуги в различни области. Те включват кардиология, онкология, неврология и неврохирургия, ортопедия и спортна медицина, както и специален център за здраве на жените.